# Fuga di Topolino
Fuga di Topolino (The Chain Gang), anche conosciuto col titolo Fuga dalla prigione, è un cortometraggio animato diretto da Burt Gillett della serie Mickey Mouse, prodotto dalla Walt Disney Productions e uscito negli Stati Uniti il 18 agosto 1930, distribuito dalla Columbia Pictures.

## Trama
Topolino e Clarabella si trovano in prigione costretti ai lavori forzati. Mentre la guardia Pietro Gambadilegno dorme, i galeotti si mettono a suonare, cantare e ballare. Pietro si sveglia di soprassalto e chiama aiuto per sedare la "rivolta", e Topolino approfitta del trambusto che ne segue per evadere. Inseguito da una guardia con i cani, scappa a cavallo, ma cade da un precipizio e finisce in un'altra prigione.

## Produzione
Si tratta di uno dei cortometraggi di qualità sorprendentemente ineguale prodotti da Disney subito dopo che Ub Iwerks lasciò lo studio. Il cartone animato venne disegnato principalmente da Norman Ferguson, ed è caratterizzato da una coppia di segugi, che aiutano a rintracciare Topolino dopo la sua fuga dal carcere. Anche se questi cani non vengono nominati, lo stile in cui sono disegnati fa di loro dei chiari precursori di Pluto, che apparve per la prima volta ufficialmente in Il picnic di Topolino. Il film non è stato doppiato in italiano.

## Edizioni home video

### DVD
Il cortometraggio è incluso nel DVD Walt Disney Treasures: Topolino in bianco e nero.